# Liste der Nummer-eins-Hits in Kanada (2015)
Dies ist eine Liste der Nummer-eins-Hits in Kanada im Jahr 2015. Die basiert auf den offiziellen Top-20-Album- und Trackcharts von Music Canada im Auftrag der kanadischen Vertretung der IFPI. 
Am 10. Juli wurde durch die IFPI unter dem Stichwort New Music Fridays ein weltweit einheitlicher Veröffentlichungstag für Neuerscheinungen vereinbart. Bis dahin wurden die kanadischen Charts aus den Verkäufen von Montag bis Sonntag ermittelt und am folgenden Mittwoch veröffentlicht. Letztmals fand dies am 8. Juli basierend auf den Verkäufen vom 29. Juni bis 5. Juli statt. Um die vier Tage bis zum 10. Juli zu überbrücken, wurde eine 11-tägige Übergangswoche eingeführt. Diese begann wieder am 29. Juni und endete am 9. Juli. Die Woche vom 29. Juni bis 5. Juli ging also in zwei Chartlisten ein. Veröffentlichungstag der Übergangscharts war der 13. Juli. Danach ging die Auswertungswoche von Freitag bis Donnerstag und der Chartausgabetag war jeweils der darauf folgende Montag.

## Singles
| ← 2014 ← | Liste der Nummer-eins-Hits in Kanada | Liste der Nummer-eins-Hits in Kanada | Liste der Nummer-eins-Hits in Kanada | 2016 →                    |
| \| Zeitraum \| Wo. ges. \| Interpret \| Titel Autor(en) \| Zusätzliche Informationen \| \| (Zeitraum, Wochen auf Platz eins, Interpret, Titel, Autor[en], zusätzliche Informationen) \| \| \| \| \| \| ----------------------------------------------------------------------------------------- \| -------- \| ------------------------------------ \| ---------------------------------------------------------------------------------------------------------------------------------------------------- \| ------------------------- \| \| 24. Dezember 2014 – 17. Februar 2015 8 Wochen (insgesamt 15) \| 15 \| Mark Ronson feat. Bruno Mars \| Uptown Funk! Mark Ronson, Jeff Bhasker, Bruno Mars, Philip Lawrence \| – \| \| 18. Februar 2015 – 24. Februar 2015 1 Woche \| 1 \| Rihanna, Kanye West & Paul McCartney \| Four Five Seconds Kanye West, Paul McCartney, Kirby Lauryen, Mike Dean, Tyrone Griffin, Dave Longstreth, Dallas Austin, Elon Rutberg, Noah Goldstein \| – \| \| 25. Februar 2015 – 14. April 2015 7 Wochen (insgesamt 15) \| 15 \| Mark Ronson feat. Bruno Mars \| Uptown Funk! Mark Ronson, Jeff Bhasker, Bruno Mars, Philip Lawrence \| – \| \| 15. April 2015 – 26. Mai 2015 6 Wochen \| 6 \| Wiz Khalifa feat. Charlie Puth \| See You Again Justin Franks, Cameron Thomaz, Andrew Cedar, Charles Puth \| – \| \| 27. Mai 2015 – 9. Juni 2015 2 Wochen \| 2 \| Taylor Swift feat. Kendrick Lamar \| Bad Blood Max Martin, Johan Schuster, Taylor Swift, Kendrick Lamar \| – \| \| 10. Juni 2015 – 9. August 2015 9 Wochen (insgesamt 9) \| 9 \| Omi \| Cheerleader (Felix Jaehn Remix) Omar Samuel Pasley, Clifton Dillon, Mark Bradford, Ryan Dillon, Sly Dunbar \| – \| \| 10. August 2015 – 16. August 2015 1 Woche \| 1 \| One Direction \| Drag Me Down John Ryan, Julian Bunetta, Jamie Scott \| – \| \| 17. August 2015 – 6. September 2015 3 Wochen \| 3 \| The Weeknd \| Can’t Feel My Face Max Martin, Savan Kotecha, Peter Svensson, Ali Payami, Abel Tesfaye \| – \| \| 7. September 2015 – 18. Oktober 2015 6 Wochen \| 6 \| Justin Bieber \| What Do You Mean? Jason Boyd, Mason Levy, Justin Bieber \| – \| \| 19. Oktober 2015 – 25. Oktober 2015 1 Woche \| 1 \| The Weeknd \| The Hills Carlo Montagnese, Emmanuel Nickerson, Abel Tesfaye, Ahmad Balshe \| – \| \| 26. Oktober 2015 – 1. November 2015 1 Woche \| 1 \| Drake \| Hotline Bling Timmy Thomas, Aubrey Graham, Paul Jefferies \| – \| \| 2. November 2015 – 29. November 2015 4 Wochen (insgesamt 9) \| 9 \| Adele \| Hello Greg Kurstin, Adele Adkins \| – \| \| 30. November 2015 – 6. Dezember 2015 1 Woche \| 1 \| Justin Bieber \| Sorry Justin Bieber, Sonny Moore, Justin Tranter, Julia Michaels, Michael Tucker \| – \| \| 7. Dezember 2015 – 10. Januar 2016 5 Wochen (insgesamt 9) \| 9 \| Adele \| Hello Greg Kurstin, Adele Adkins \| – \| |                                      |                                      | |                           |
| ← 2014 |                                      |                                      | | → 2016 →                  |
| Zeitraum | Wo. ges.                             | Interpret                            | Titel Autor(en) | Zusätzliche Informationen |
| (Zeitraum, Wochen auf Platz eins, Interpret, Titel, Autor[en], zusätzliche Informationen) |                                      |                                      | |                           |
| 24. Dezember 2014 – 17. Februar 2015 8 Wochen (insgesamt 15) | 15                                   | Mark Ronson feat. Bruno Mars         | Uptown Funk! Mark Ronson, Jeff Bhasker, Bruno Mars, Philip Lawrence                                                                                  | –                         |
| 18. Februar 2015 – 24. Februar 2015 1 Woche | 1                                    | Rihanna, Kanye West & Paul McCartney | Four Five Seconds Kanye West, Paul McCartney, Kirby Lauryen, Mike Dean, Tyrone Griffin, Dave Longstreth, Dallas Austin, Elon Rutberg, Noah Goldstein | –                         |
| 25. Februar 2015 – 14. April 2015 7 Wochen (insgesamt 15) | 15                                   | Mark Ronson feat. Bruno Mars         | Uptown Funk! Mark Ronson, Jeff Bhasker, Bruno Mars, Philip Lawrence                                                                                  | –                         |
| 15. April 2015 – 26. Mai 2015 6 Wochen | 6                                    | Wiz Khalifa feat. Charlie Puth       | See You Again Justin Franks, Cameron Thomaz, Andrew Cedar, Charles Puth                                                                              | –                         |
| 27. Mai 2015 – 9. Juni 2015 2 Wochen | 2                                    | Taylor Swift feat. Kendrick Lamar    | Bad Blood Max Martin, Johan Schuster, Taylor Swift, Kendrick Lamar                                                                                   | –                         |
| 10. Juni 2015 – 9. August 2015 9 Wochen (insgesamt 9) | 9                                    | Omi                                  | Cheerleader (Felix Jaehn Remix) Omar Samuel Pasley, Clifton Dillon, Mark Bradford, Ryan Dillon, Sly Dunbar                                           | –                         |
| 10. August 2015 – 16. August 2015 1 Woche | 1                                    | One Direction                        | Drag Me Down John Ryan, Julian Bunetta, Jamie Scott                                                                                                  | –                         |
| 17. August 2015 – 6. September 2015 3 Wochen | 3                                    | The Weeknd                           | Can’t Feel My Face Max Martin, Savan Kotecha, Peter Svensson, Ali Payami, Abel Tesfaye                                                               | –                         |
| 7. September 2015 – 18. Oktober 2015 6 Wochen | 6                                    | Justin Bieber                        | What Do You Mean? Jason Boyd, Mason Levy, Justin Bieber                                                                                              | –                         |
| 19. Oktober 2015 – 25. Oktober 2015 1 Woche | 1                                    | The Weeknd                           | The Hills Carlo Montagnese, Emmanuel Nickerson, Abel Tesfaye, Ahmad Balshe                                                                           | –                         |
| 26. Oktober 2015 – 1. November 2015 1 Woche | 1                                    | Drake                                | Hotline Bling Timmy Thomas, Aubrey Graham, Paul Jefferies                                                                                            | –                         |
| 2. November 2015 – 29. November 2015 4 Wochen (insgesamt 9) | 9                                    | Adele                                | Hello Greg Kurstin, Adele Adkins | –                         |
| 30. November 2015 – 6. Dezember 2015 1 Woche | 1                                    | Justin Bieber                        | Sorry Justin Bieber, Sonny Moore, Justin Tranter, Julia Michaels, Michael Tucker                                                                     | –                         |
| 7. Dezember 2015 – 10. Januar 2016 5 Wochen (insgesamt 9) | 9                                    | Adele                                | Hello Greg Kurstin, Adele Adkins | –                         |

## Alben
| ← 2014 ← | Liste der Nummer-eins-Hits in Kanada | Liste der Nummer-eins-Hits in Kanada | Liste der Nummer-eins-Hits in Kanada | 2016 → |
| \| Zeitraum \| Wo. ges. \| Interpret \| Titel \| Zusätzliche Informationen \| \| (Zeitraum, Wochen auf Platz eins, Interpret, Titel, zusätzliche Informationen) \| \| \| \| \| \| ------------------------------------------------------------------------------ \| -------- \| -------------------------- \| ------------------------------------ \| --------------------------------------------------------------------------------------------------------------------------------------------------------- \| \| 17. Dezember 2014 – 20. Januar 2015 5 Wochen (insgesamt 9) \| 9 \| Taylor Swift \| 1989 \| – \| \| 21. Januar 2015 – 27. Januar 2015 1 Woche \| 1 \| Meghan Trainor \| Title \| – \| \| 28. Januar 2015 – 3. Februar 2015 1 Woche \| 1 \| Fall Out Boy \| American Beauty/American Psycho \| – \| \| 4. Februar 2015 – 10. Februar 2015 1 Woche (insgesamt 9) \| 9 \| Taylor Swift \| 1989 \| – \| \| 11. Februar 2015 – 17. Februar 2015 1 Woche \| 1 \| Jean Leloup \| À paradis city \| – \| \| 18. Februar 2015 – 24. Februar 2015 1 Woche \| 1 \| Drake \| If You’re Reading This It’s Too Late \| – \| \| 25. Februar 2015 – 3. März 2015 1 Woche \| 1 \| Imagine Dragons \| Smoke + Mirrors \| – \| \| 4. März 2015 – 17. März 2015 2 Wochen \| 2 \| (Soundtrack) \| Fifty Shades of Grey \| – \| \| 18. März 2015 – 24. März 2015 1 Woche \| 1 \| Madonna \| Rebel Heart \| – \| \| 25. März 2015 – 31. März 2015 1 Woche \| 1 \| Kendrick Lamar \| To Pimp a Butterfly \| – \| \| 1. April 2015 – 21. April 2015 3 Wochen \| 3 \| Yoan \| Yoan \| – \| \| 22. April 2015 – 28. April 2015 1 Woche \| 1 \| Shawn Mendes \| Handwritten \| – \| \| 29. April 2015 – 5. Mai 2015 1 Woche \| 1 \| Alabama Shakes \| Sound & Color \| – \| \| 6. Mai 2015 – 12. Mai 2015 1 Woche \| 1 \| Zac Brown Band \| Jekyll + Hyde \| – \| \| 13. Mai 2015 – 19. Mai 2015 1 Woche \| 1 \| Mumford & Sons \| Wilder Mind \| – \| \| 20. Mai 2015 – 2. Juni 2015 2 Wochen \| 2 \| (Artistes variés) \| La voix III \| – \| \| 3. Juni 2015 – 9. Juni 2015 1 Woche \| 1 \| A$AP Rocky \| At.Long.Last.A$AP \| – \| \| 10. Juni 2015 – 16. Juni 2015 1 Woche \| 1 \| Florence + the Machine \| How Big, How Blue, How Beautiful \| – \| \| 17. Juni 2015 – 23. Juni 2015 1 Woche \| 1 \| Of Monsters and Men \| Beneath the Skin \| – \| \| 24. Juni 2015 – 30. Juni 2015 1 Woche (insgesamt 3) \| 3 \| Ed Sheeran \| × \| – \| \| 1. Juli 2015 – 7. Juli 2015 1 Woche \| 1 \| Breaking Benjamin \| Dark Before Dawn \| – \| \| 8. Juli 2015 – 19. Juli 2015 2 Wochen (insgesamt 2) \| 2 \| Meek Mill \| Dreams Worth More Than Money \| – \| \| 20. Juli 2015 – 2. August 2015 2 Wochen \| 2 \| (Verschiedene Interpreten) \| Just the Hits 2015 \| – \| \| 3. August 2015 – 9. August 2015 1 Woche \| 1 \| Lamb of God \| VII: Sturm und Drang \| – \| \| 10. August 2015 – 16. August 2015 1 Woche (insgesamt 9) \| 9 \| Taylor Swift \| 1989 \| – \| \| 17. August 2015 – 23. August 2015 1 Woche \| 1 \| Dr. Dre \| Compton: A Soundtrack by Dr. Dre \| − \| \| 24. August 2015 – 30. August 2015 1 Woche \| 1 \| Luke Bryan \| Kill the Lights \| − \| \| 31. August 2015 – 6. September 2015 1 Woche \| 1 \| Disturbed \| Immortalized \| − \| \| 7. September 2015 – 20. September 2015 2 Wochen \| 2 \| The Weeknd \| Beauty Behind the Madness \| – \| \| 21. September 2015 – 27. September 2015 1 Woche \| 1 \| Bring Me the Horizon \| That’s the Spirit \| – \| \| 28. September 2015 – 4. Oktober 2015 1 Woche \| 1 \| Drake und Future \| What a Time to Be Alive \| – \| \| 5. Oktober 2015 – 11. Oktober 2015 1 Woche \| 1 \| Bernard Adamus \| Sorel Soviet So What \| Mit seinem zweiten Album war der französischsprachige Folksänger bereits in den Top 10 gewesen, Album Nummer drei in sechs Jahren brachte ihm Platz eins. \| \| 12. Oktober 2015 – 18. Oktober 2015 1 Woche \| 1 \| Janet Jackson \| Unbreakable \| – \| \| 19. Oktober 2015 – 25. Oktober 2015 1 Woche \| 1 \| City and Colour \| If I Should Go Before You \| – \| \| 26. Oktober 2015 – 1. November 2015 1 Woche \| 1 \| Demi Lovato \| Confident \| – \| \| 2. November 2015 – 8. November 2015 1 Woche \| 1 \| 5 Seconds of Summer \| Sounds Good, Feels Good \| – \| \| 9. November 2015 – 15. November 2015 1 Woche \| 1 \| (Verschiedene Interpreten) \| Forever Gentlemen \| – \| \| 16. November 2015 – 22. November 2015 1 Woche \| 1 \| Hedley \| Hello \| – \| \| 23. November 2015 – 29. November 2015 1 Woche \| 1 \| Justin Bieber \| Purpose \| – \| \| 30. November 2015 – 17. Januar 2016 7 Wochen (insgesamt 13) \| 13 \| Adele \| 25 \| – \| |                                      |                                      |                                      | |
| ← 2014 |                                      |                                      |                                      | → 2016 → |
| Zeitraum | Wo. ges.                             | Interpret                            | Titel                                | Zusätzliche Informationen |
| (Zeitraum, Wochen auf Platz eins, Interpret, Titel, zusätzliche Informationen) |                                      |                                      |                                      | |
| 17. Dezember 2014 – 20. Januar 2015 5 Wochen (insgesamt 9) | 9                                    | Taylor Swift                         | 1989                                 | – |
| 21. Januar 2015 – 27. Januar 2015 1 Woche | 1                                    | Meghan Trainor                       | Title                                | – |
| 28. Januar 2015 – 3. Februar 2015 1 Woche | 1                                    | Fall Out Boy                         | American Beauty/American Psycho      | – |
| 4. Februar 2015 – 10. Februar 2015 1 Woche (insgesamt 9) | 9                                    | Taylor Swift                         | 1989                                 | – |
| 11. Februar 2015 – 17. Februar 2015 1 Woche | 1                                    | Jean Leloup                          | À paradis city                       | – |
| 18. Februar 2015 – 24. Februar 2015 1 Woche | 1                                    | Drake                                | If You’re Reading This It’s Too Late | – |
| 25. Februar 2015 – 3. März 2015 1 Woche | 1                                    | Imagine Dragons                      | Smoke + Mirrors                      | – |
| 4. März 2015 – 17. März 2015 2 Wochen | 2                                    | (Soundtrack)                         | Fifty Shades of Grey                 | – |
| 18. März 2015 – 24. März 2015 1 Woche | 1                                    | Madonna                              | Rebel Heart                          | – |
| 25. März 2015 – 31. März 2015 1 Woche | 1                                    | Kendrick Lamar                       | To Pimp a Butterfly                  | – |
| 1. April 2015 – 21. April 2015 3 Wochen | 3                                    | Yoan                                 | Yoan                                 | – |
| 22. April 2015 – 28. April 2015 1 Woche | 1                                    | Shawn Mendes                         | Handwritten                          | – |
| 29. April 2015 – 5. Mai 2015 1 Woche | 1                                    | Alabama Shakes                       | Sound & Color                        | – |
| 6. Mai 2015 – 12. Mai 2015 1 Woche | 1                                    | Zac Brown Band                       | Jekyll + Hyde                        | – |
| 13. Mai 2015 – 19. Mai 2015 1 Woche | 1                                    | Mumford & Sons                       | Wilder Mind                          | – |
| 20. Mai 2015 – 2. Juni 2015 2 Wochen | 2                                    | (Artistes variés)                    | La voix III                          | – |
| 3. Juni 2015 – 9. Juni 2015 1 Woche | 1                                    | A$AP Rocky                           | At.Long.Last.A$AP                    | – |
| 10. Juni 2015 – 16. Juni 2015 1 Woche | 1                                    | Florence + the Machine               | How Big, How Blue, How Beautiful     | – |
| 17. Juni 2015 – 23. Juni 2015 1 Woche | 1                                    | Of Monsters and Men                  | Beneath the Skin                     | – |
| 24. Juni 2015 – 30. Juni 2015 1 Woche (insgesamt 3) | 3                                    | Ed Sheeran                           | ×                                    | – |
| 1. Juli 2015 – 7. Juli 2015 1 Woche | 1                                    | Breaking Benjamin                    | Dark Before Dawn                     | – |
| 8. Juli 2015 – 19. Juli 2015 2 Wochen (insgesamt 2) | 2                                    | Meek Mill                            | Dreams Worth More Than Money         | – |
| 20. Juli 2015 – 2. August 2015 2 Wochen | 2                                    | (Verschiedene Interpreten)           | Just the Hits 2015                   | – |
| 3. August 2015 – 9. August 2015 1 Woche | 1                                    | Lamb of God                          | VII: Sturm und Drang                 | – |
| 10. August 2015 – 16. August 2015 1 Woche (insgesamt 9) | 9                                    | Taylor Swift                         | 1989                                 | – |
| 17. August 2015 – 23. August 2015 1 Woche | 1                                    | Dr. Dre                              | Compton: A Soundtrack by Dr. Dre     | − |
| 24. August 2015 – 30. August 2015 1 Woche | 1                                    | Luke Bryan                           | Kill the Lights                      | − |
| 31. August 2015 – 6. September 2015 1 Woche | 1                                    | Disturbed                            | Immortalized                         | − |
| 7. September 2015 – 20. September 2015 2 Wochen | 2                                    | The Weeknd                           | Beauty Behind the Madness            | – |
| 21. September 2015 – 27. September 2015 1 Woche | 1                                    | Bring Me the Horizon                 | That’s the Spirit                    | – |
| 28. September 2015 – 4. Oktober 2015 1 Woche | 1                                    | Drake und Future                     | What a Time to Be Alive              | – |
| 5. Oktober 2015 – 11. Oktober 2015 1 Woche | 1                                    | Bernard Adamus                       | Sorel Soviet So What                 | Mit seinem zweiten Album war der französischsprachige Folksänger bereits in den Top 10 gewesen, Album Nummer drei in sechs Jahren brachte ihm Platz eins. |
| 12. Oktober 2015 – 18. Oktober 2015 1 Woche | 1                                    | Janet Jackson                        | Unbreakable                          | – |
| 19. Oktober 2015 – 25. Oktober 2015 1 Woche | 1                                    | City and Colour                      | If I Should Go Before You            | – |
| 26. Oktober 2015 – 1. November 2015 1 Woche | 1                                    | Demi Lovato                          | Confident                            | – |
| 2. November 2015 – 8. November 2015 1 Woche | 1                                    | 5 Seconds of Summer                  | Sounds Good, Feels Good              | – |
| 9. November 2015 – 15. November 2015 1 Woche | 1                                    | (Verschiedene Interpreten)           | Forever Gentlemen                    | – |
| 16. November 2015 – 22. November 2015 1 Woche | 1                                    | Hedley                               | Hello                                | – |
| 23. November 2015 – 29. November 2015 1 Woche | 1                                    | Justin Bieber                        | Purpose                              | – |
| 30. November 2015 – 17. Januar 2016 7 Wochen (insgesamt 13) | 13                                   | Adele                                | 25                                   | – |